# Куп пет нација 1975.
Куп пет нација 1975. (службени назив: 1975 Five Nations Championship) је било 81. издање овог најелитнијег репрезентативног рагби такмичења Старог континента. а 46. издање Купа пет нација.
Трофеј је освојио национални тим Велса. На утакмици између Шкотске и Велса забележена је рекордна посета за једну европску рагби утакмицу. У Единбургу на стадиону "Марифилд" било је невероватних 104 000 гледалаца.

## Учесници
Напомена:
Северна Ирска и Република Ирска наступају заједно.
|   | Селекција                      | Стадион                             | Селектор    |
| - | ------------------------------ | ----------------------------------- | ----------- |
| 1 | Рагби репрезентација Француске | Парк принчева, Париз (48 718)       | Жан Десло   |
| 2 | Рагби репрезентација Енглеске  | Стадион Твикенам, Лондон (82 000)   | Џон Бурџес  |
| 3 | Рагби репрезентација Шкотске   | Стадион Марифилд, Единбург (67 144) | Дерик Грант |
| 4 | Рагби репрезентација Велса     | Кардиф армс парк, Кардиф (65 000)   | Џон Дејвис  |
| 5 | Рагби репрезентација Ирске     | Ленсдаун роуд, Даблин (48 000)      | Роли Мејтс  |

## Такмичење
Француска - Велс 10-25
Ирска - Енглеска 12-9
Енглеска - Француска 20-27
Шкотска - Ирска 20-13
Велс - Енглеска 20-4
Француска - Шкотска 10-9
Ирска - Француска 25-6
Шкотска - Велс 12-10
Велс - Ирска 32-4
Енглеска - Шкотска 7-6

## Табела
|   | Селекција                      | ИГ | Д | Н | И | ПД | ПП | ПР  | Б |  |
| - | ------------------------------ | -- | - | - | - | -- | -- | --- | - |  |
| 1 | Рагби репрезентација Велса     | 4  | 3 | 0 | 1 | 87 | 30 | +57 | 6 |  |
| 2 | Рагби репрезентација Шкотске   | 4  | 2 | 0 | 2 | 47 | 40 | +7  | 4 |  |
| 2 | Рагби репрезентација Ирске     | 4  | 2 | 0 | 2 | 54 | 67 | -13 | 4 |  |
| 2 | Рагби репрезентација Француске | 4  | 2 | 0 | 2 | 53 | 79 | -26 | 4 |  |
| 5 | Рагби репрезентација Енглеске  | 4  | 1 | 0 | 3 | 40 | 65 | -25 | 2 |  |